# واين دوفر
واين دوفر (بالإنجليزية: Wayne Dover)‏ هو مدرب كرة قدم ولاعب كرة قدم غياني، ولد في 30 أكتوبر 1973 في غيانا. شارك مع منتخب غيانا لكرة القدم.

## وصلات خارجية
- واين دوفر على موقع قاعدة بيانات كرة القدم.إي يو (الإنجليزية)
- واين دوفر على موقع عالم كرة القدم.نت (الإنجليزية)